# Hlavno
Hlavno (německy Kloben) je vesnice, část obce Citice v okrese Sokolov v Karlovarském kraji. Nachází se asi dva kilometry jihozápadně od Citice. Prochází tudy železniční trať Chomutov–Cheb. Je zde evidováno 52 adres. V roce 2011 zde trvale žilo 160 obyvatel.
Hlavno je také název katastrálního území o rozloze 2,25 km².

## Historie
První písemná zmínka o vesnici pochází z roku 1358.

## Obyvatelstvo
Při sčítání lidu v roce 1921 zde žilo 342 obyvatel, z toho pět Čechoslováků, 327 Němců a deset cizinců. K římskokatolické církvi se hlásilo 335 obyvatel a sedm k evangelické.
| Rok                                                       | 1869 | 1880 | 1890 | 1900 | 1910 | 1921 | 1930 | 1950 | 1961 | 1970 | 1980 | 1991 | 2001 | 2011 | 2021 |
| --------------------------------------------------------- | ---- | ---- | ---- | ---- | ---- | ---- | ---- | ---- | ---- | ---- | ---- | ---- | ---- | ---- | ---- |
| Počet obyvatel                                            | 251  | 254  | 253  | 242  | 334  | 342  | 352  | 183  | 213  | 189  | 151  | 116  | 142  | 160  | 158  |
| Počet domů                                                | 40   | 42   | 43   | 38   | 45   | 46   | 51   | 55   | -    | 44   | 39   | 45   | 46   | 50   | 56   |
| Počet domů v roce 1961 je zahrnut v počtu domů v Citicích |      |      |      |      |      |      |      |      |      |      |      |      |      |      |      |

## Obecní správa
Při sčítání lidu v roce 1869 Hlavno bylo osadou obce Dolní Rychnov v okrese Falknov. V roce 1880 bylo osadou obce Tisová v okrese Falknov. V letech 1890–1959 bylo samostatnou obcí v okrese Sokolov (v letech 1890–1910 Falknov a v letech 1921–1930 Falknov nad Ohří). Od roku 1960 je částí obce Citice v okrese Sokolov.